# اصحاب سفلي (مقاطعة ديواندرة)
اصحاب سفلي (بالفارسية: اصحاب سفلی) هي قرية تقع في قسم حسين‌آباد الشمالي الريفي (مقاطعة ديواندرة) في إيران. يقدر عدد سكانها بـ 36 نسمة بحسب إحصاء 2016.